# Statut des langues des signes en Océanie

Le statut des langues des signes en Océanie diffère selon les pays, en 2019, seule la Nouvelle-Zélande reconnait une langue des signes dans sa constitution.

## Langue des signes officielle dans la Constitution
- Nouvelle-Zélande : La langue des signes néo-zélandaise est une langue officielle du pays, statut qu'elle partage avec l'anglais (langue officielle de facto) et le maori[1]. La loi reçoit une sanction royale, formalité constitutionnelle, le 10 avril 2006[2]. La langue des signes néo-zélandaise devient langue officielle le jour suivant.

## Langues des signes reconnues par la loi

### Reconnaissance totale
- Papouasie-Nouvelle-Guinée : La langue des signes papouasienne devient le quatrième langue officielle avec l'anglais, le tok pisin et le hiri motu[3],[4].

### Reconnaissance partielle
- Australie : L'Auslan, la langue des signes australienne, est reconnue par le gouvernement australien comme « langue communautaire autre que l'anglais » et la langue préférée de la communauté des sourds dans les déclarations politiques en 1987[réf. nécessaire] et 1991[réf. nécessaire].